# Strumento di misura

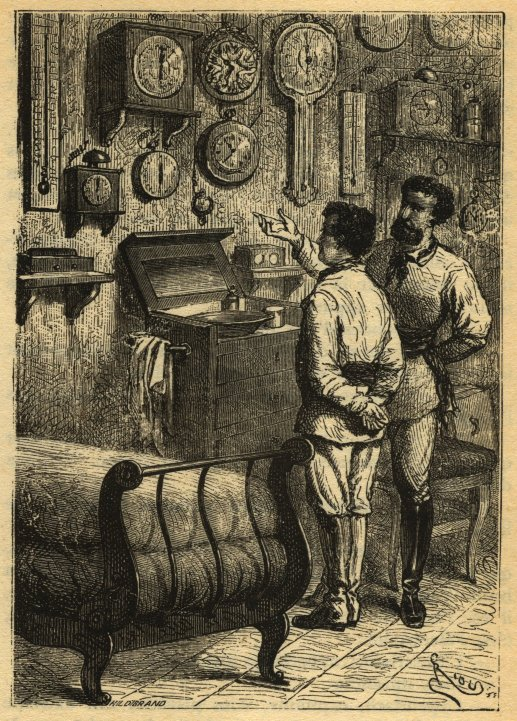
Capitano Nemo e il Professor Aronnax mentre stanno contemplando degli strumenti di misura in Ventimila leghe sotto i mari

In metrologia uno strumento di misura è uno strumento che ha la funzione specifica di effettuare una misurazione, intendendo con essa, in astronomia e ingegneria, il processo di rapportare una grandezza fisica ad eventi, fenomeni o oggetti del mondo reale.
Può presentarsi come un singolo oggetto, oppure può essere composto da due o più elementi che, opportunamente combinati, permettono di eseguire la misura (sistema di misura). Tipicamente prima di essere utilizzato, lo strumento di misura è tarato o calibrato utilizzando un campione dell'unità di misura che si vuole misurare o fissando un livello di misura come riferimento.
Come unità di misura si utilizzano oggetti e/o eventi di riferimento precedentemente stabiliti, la cui misurazione dà come risultato un numero reale che è la relazione tra l'oggetto misurato e l'unità di riferimento.

## Descrizione
Vista la grande varietà di strumenti di misura, elencarne in modo specifico le caratteristiche è impossibile. Si può però suddividerli in una prima classificazione a seconda delle caratteristiche:
- funzionali (grandezza oggetto di misura, campo di misura, principio di funzionamento, limiti di temperatura);
- fisiche (dimensioni, peso);
- metrologiche (precisione, risoluzione, linearità, ripetibilità);
- elettriche (tensione di alimentazione, caratteristiche delle uscite).
- settaggio e/o programmazione (possibilità di settaggio, programmazione funzioni, compatibilità a protocolli di comunicazione).

### Formato della lettura
Gli strumenti possono presentare fondamentalmente due tipi di formato di lettura, a cui corrisponde una prima divisione tipologica fondamentale:
- strumenti analogici, dove il formato d'uscita è tale da dare valori di misura infinitamente contigui, limitati solo dalla risoluzione ottenibile nella lettura della scala graduata;
- strumenti digitali, dove il formato d'uscita è tale da dare sempre valori di misura discreti, pari alla variazione di un digit.

È importante specificare che le definizioni sopra riportate, si riferiscono al tipo di visualizzazione della lettura o alla forma del segnale d'uscita, non alla tecnologia usata per realizzare lo strumento. A titolo d'esempio, si può ricordare che esistono micrometri a vite in cui la lettura si esegue su totalizzatori meccanici (per cui sono strumenti digitali, sebbene non facciano uso di elettronica).

## Tipologia
Esiste una grande varietà di strumenti di misura, che vanno dagli oggetti più semplici, come i righelli o i cronometri, fino ai più sofisticati come i microscopi elettronici o gli acceleratori di particelle.
Facendo riferimento al VIM (Vocabolario Internazionale dei termini fondamentali e generali di Metrologia), di seguito verranno elencati alcuni tipi fondamentali di strumenti.

### Campioni materiali

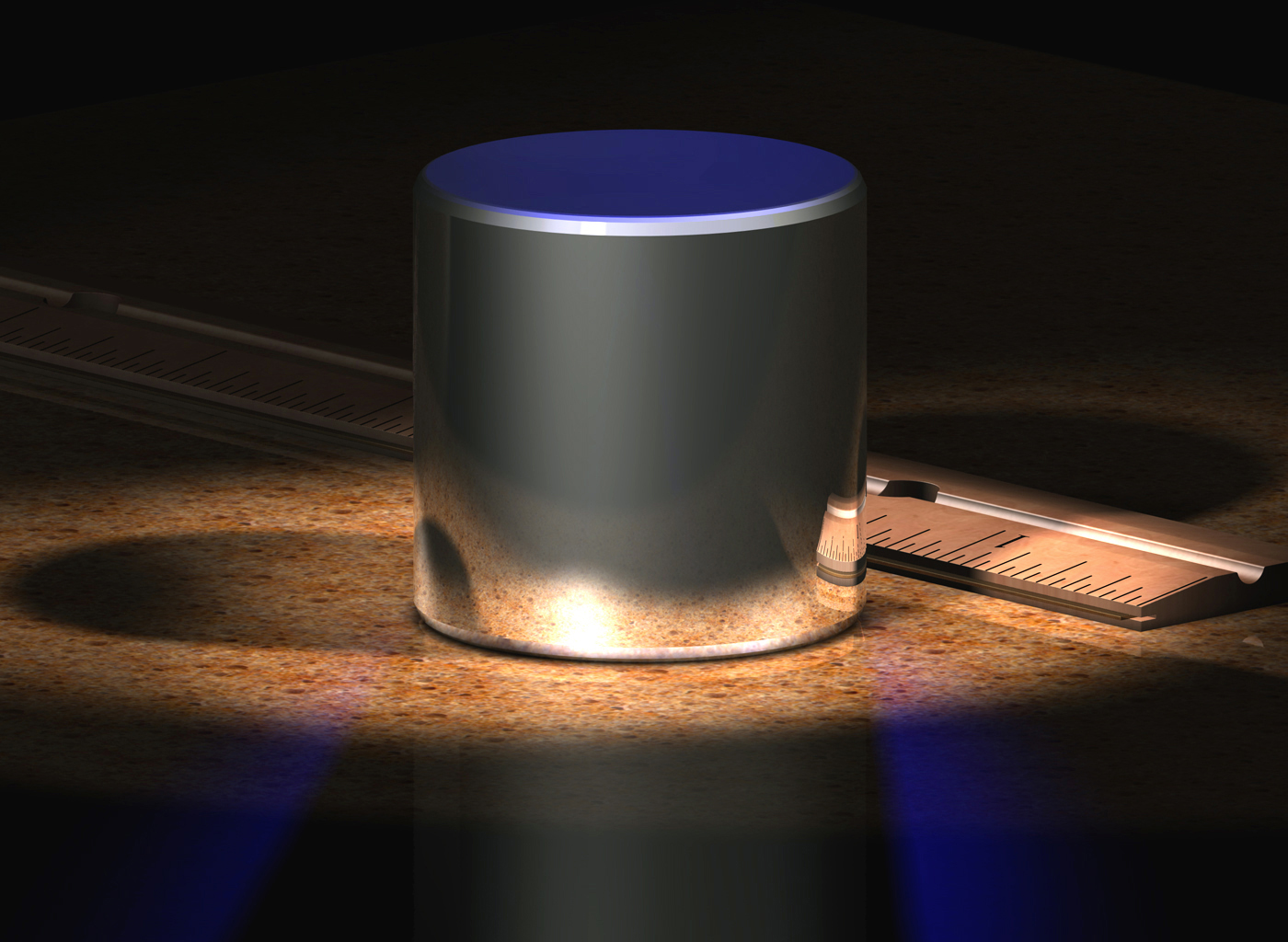
Elaborazione grafica al computer del campione da un chilogrammo conservato a Sèvres

Un campione materiale è un oggetto o un'apparecchiatura destinata a riprodurre una determinata grandezza, con precisione nota.
Alcuni esempi di campioni materiali:
- peso campione;
- cilindro graduato;
- resistore campione;
- blocchetto pianparallelo;
- generatore di segnali.

### Trasduttori di misura
Un trasduttore è un dispositivo che legge una grandezza presente in ingresso e ne genera un'altra in uscita, proporzionale alla prima. Tipicamente, un trasduttore rileva una grandezza fisica e genera un proporzionale segnale elettrico. Il segnale d'ingresso e quello d'uscita sono legati da una legge nota (la transcaratteristica del trasduttore).
Nel linguaggio comune questi dispositivi vengono chiamati sensori, ma in ambito strettamente metrologico, quest'ultimo termine è riferito solamente all'elemento che fisicamente opera la trasformazione da una grandezza ad un'altra. Molti dispositivi trasduttori, oltre all'elemento sensore, integrano alimentatori per il medesimo, amplificatori di segnale, dispositivi di comunicazione remota, ecc. Esempio: un trasduttore di pressione, oltre ad avere una membrana estensimetrata che fa da sensore, potrebbe integrare un amplificatore per il segnale elettrico d'uscita.
Alcuni esempi di trasduttori:
- encoder;
- termocoppia;
- sensore ad effetto Hall;
- flussimetro a turbina;
- trasduttore di pressione.

### Strumenti indicatori
Uno strumento indicatore è un dispositivo che visualizza direttamente il valore del misurando. La visualizzazione può avere sia un formato d'uscita analogica, sia digitale.
Comunemente, questi dispositivi vengono chiamati anche visualizzatori, ma in ambito strettamente metrologico, questo termine è riferito all'elemento visualizzatore di uno strumento, e non al dispositivo nel suo complesso.
Alcuni esempi di strumento indicatore:
- micrometro;
- voltmetro;
- indicatore elettronico programmabile.

### Strumenti registratori

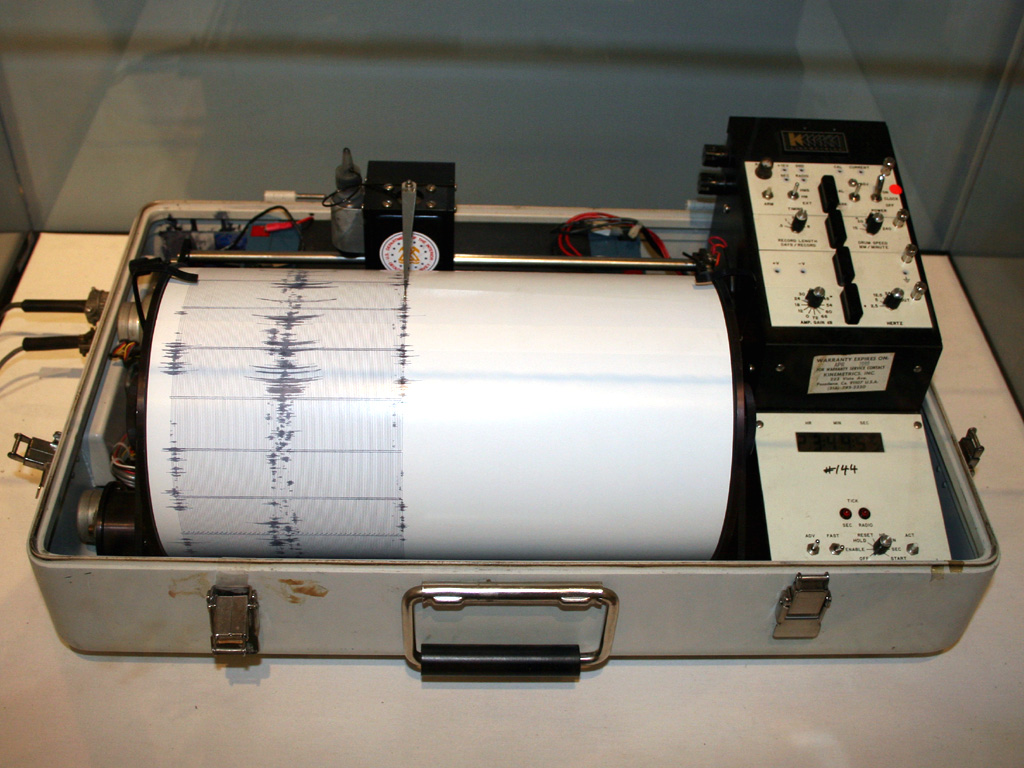
Un sismografo utilizzato dal dipartimento di stato dell'Interno USA

Uno strumento registratore è un dispositivo che fornisce una registrazione del valore del misurando, o di un valore in relazione con esso (tipicamente un segnale elettrico). Successivamente, può rendere disponibile i valori registrati per l'analisi.
La registrazione può essere fatta su diversi tipi di supporti (tipicamente cartacei, magnetici o elettronici).
Alcuni esempi di strumento registratore:
- barografo;
- acquisitore di segnali;
- sismografo;
- dosimetro.

### Strumenti totalizzatori
Uno strumento totalizzatore è un dispositivo che determina il valore del misurando facendone la somma dei valori parziali, o misurando il numero di specifici eventi che costituiscono l'oggetto della sua misurazione.
Alcuni esempi di strumento totalizzatore:
- contatore d'energia elettrica;
- contatore meccanico.

### Sistemi di misura
Un sistema di misura è un insieme di strumenti ed altre apparecchiature, utilizzate assieme per eseguire una specifica misura. A questa categoria appartengono molta strumentazione destinata alle misure più complesse, che richiedono estrema precisione o in condizioni estreme.
Un sistema di misura comprende anche una serie di strumenti e apparecchiature destinati alla verifica e il controllo delle condizioni di contorno, almeno quelle che hanno influenza sulla misura in sé o sul valore del misurando (esempio la temperatura, l'umidità e la pressione atmosferica).
La struttura più semplice di un sistema di misura è la catena di misura.

#### Catene di misura
Una catena di misura è una successione di strumenti ed altre apparecchiature, collegate in modo da poter elaborare il segnale a partire dalla grandezza d'ingresso (misurando) fino all'ottenimento della lettura in uscita (la misura).
Alcuni esempi di catene di misura:
- misuratore di pressione composto da un trasduttore di pressione, un amplificatore di segnale e un voltmetro;
- misuratore di rumorosità acustica composto da un microfono, un preamplificatore, un registratore e un analizzatore di spettro.

### Strumenti integratori
Uno strumento integratore è un dispositivo che legge due o più grandezze e le combina, per visualizzarne una terza che deriva dalle altre secondo una regola certa.
Alcuni esempi di strumento integratore:
- wattmetro a bobina mobile;
- acquisitore di segnali.

### Dispositivi rivelatori
Uno strumento rivelatore è un dispositivo o una sostanza che rivela la presenza di una grandezza, senza necessariamente fornirne un valore preciso. In alcuni casi questi dispositivi sono realizzati per segnalare il superamento di un dato valore (chiamati anche strumenti a soglia).
Alcuni esempi di dispositivi rilevatori:
- galleggiante di livello;
- cartina tornasole;
- vernice termosensibile;
- rivelatore fughe di gas.

## Alcuni esempi di strumenti di misura (divisi per grandezza misurata)
Massa
- bilancia
  - bilancia idrostatica
  - stadera
- spettrometro di massa
- dinamometro

Tempo
- clessidra
- cronometro
- meridiana
- orologio
- orologio atomico
- datazione radiometrica

misurazione tecnologica del tempo
Lunghezza (intesa come distanza)
- metro
- altimetro (per misurare l'altezza)
- calibro
- micrometro
- comparatore
- interferometro
- odometro
- odometro (strumentazione)
- contachilometri
- opisometro
- telemetro
- truschino graduato

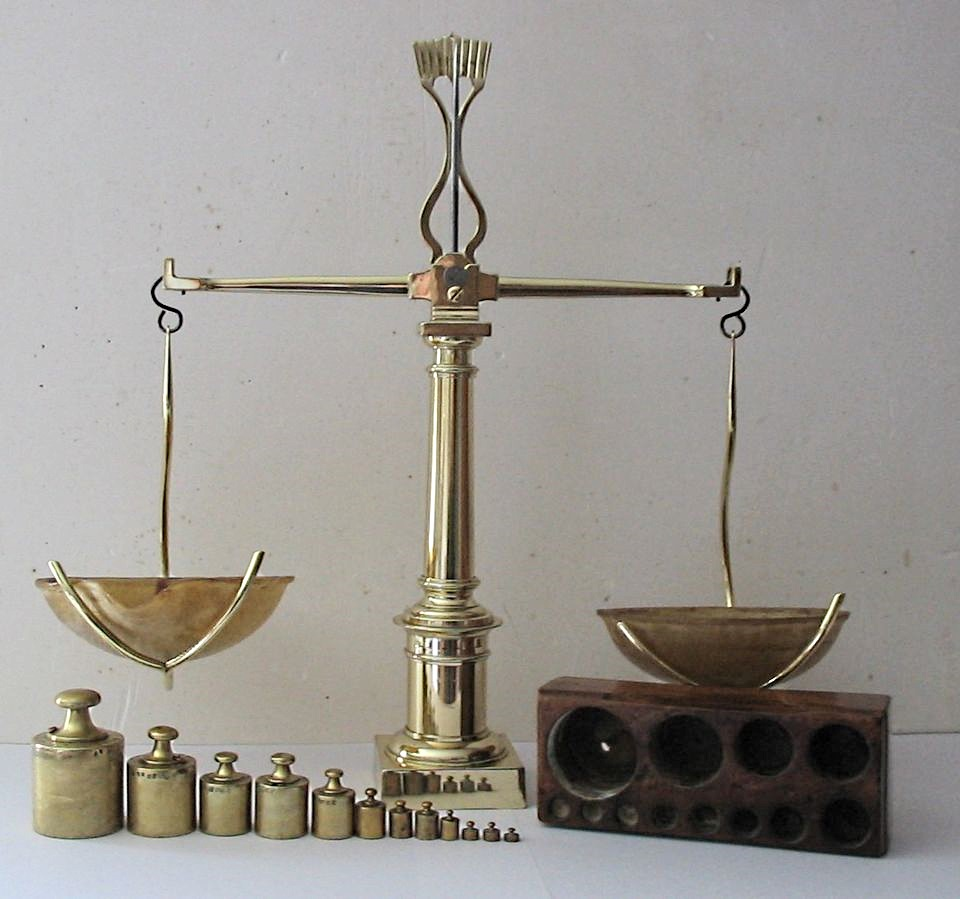
Bilancia

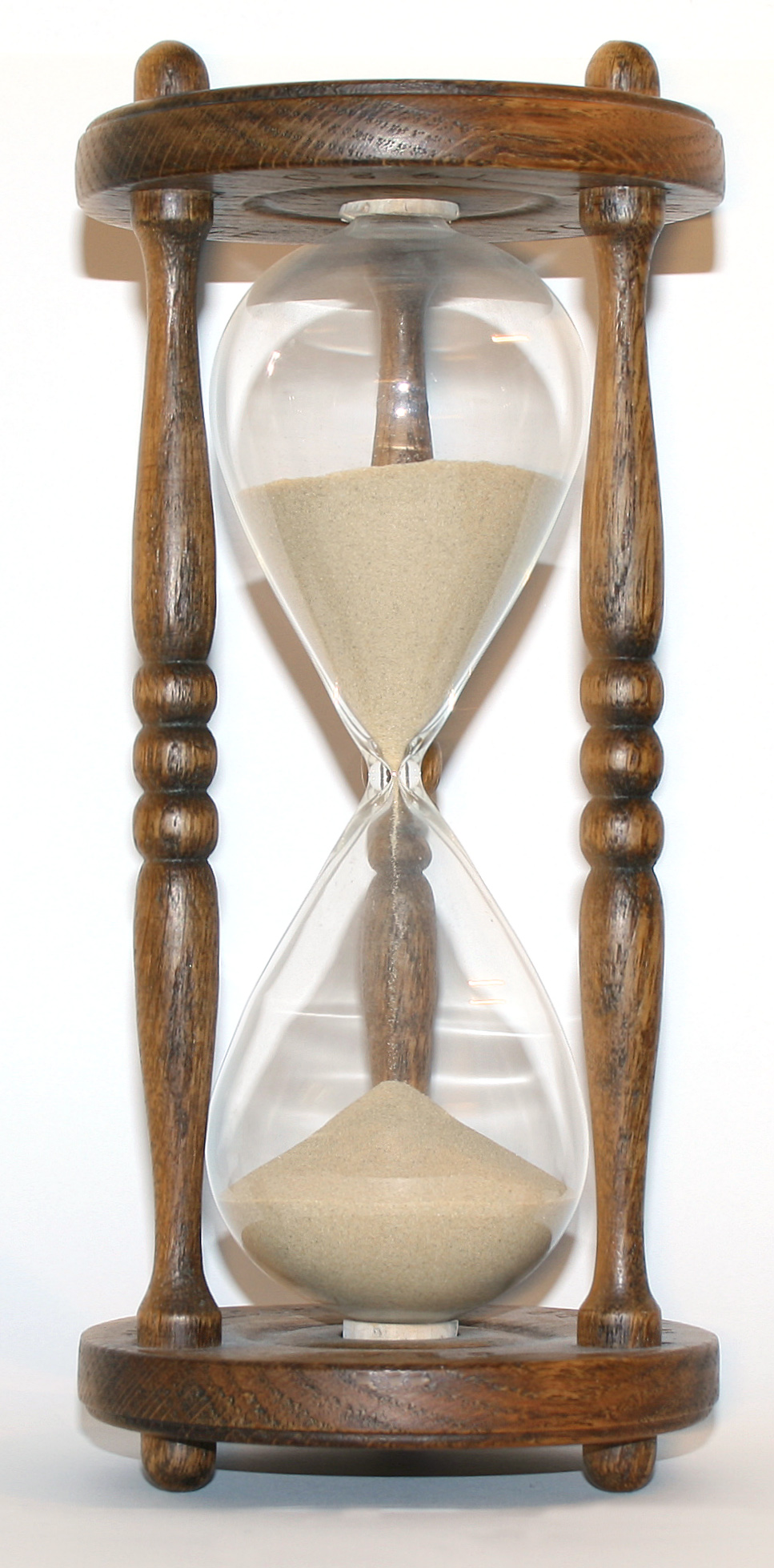
Clessidra

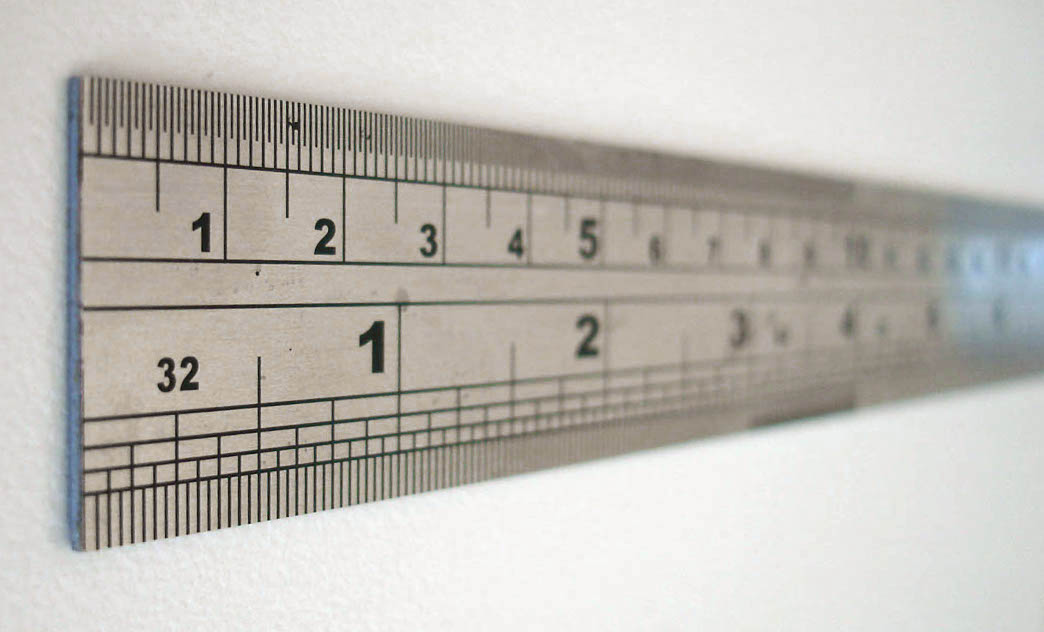
Regolo

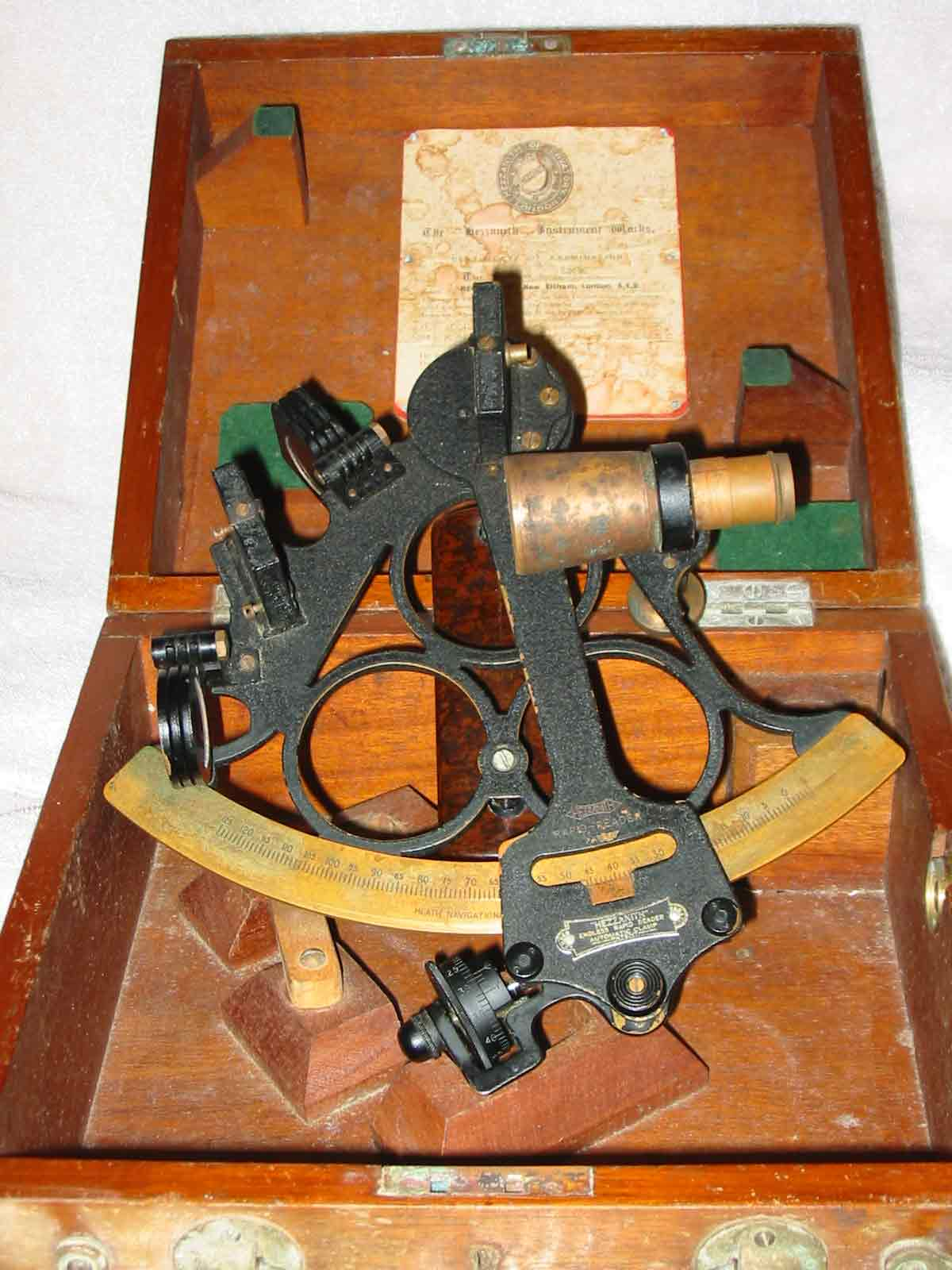
Sestante

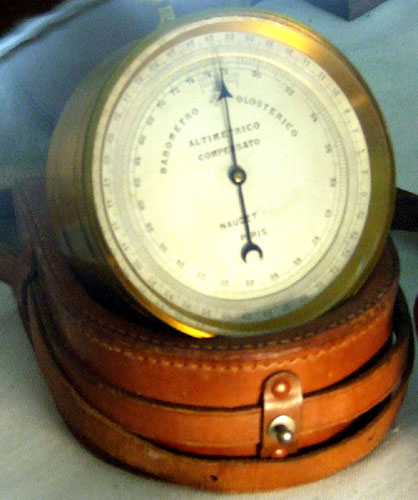
Barometro

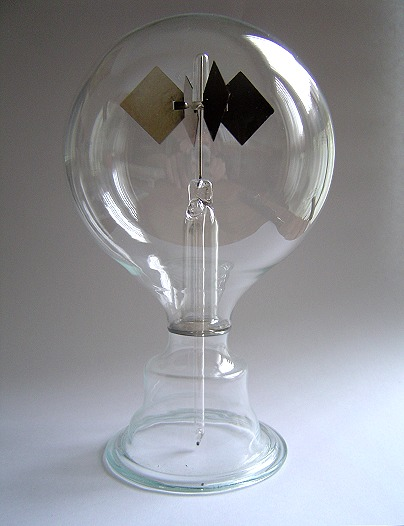
Radiometro

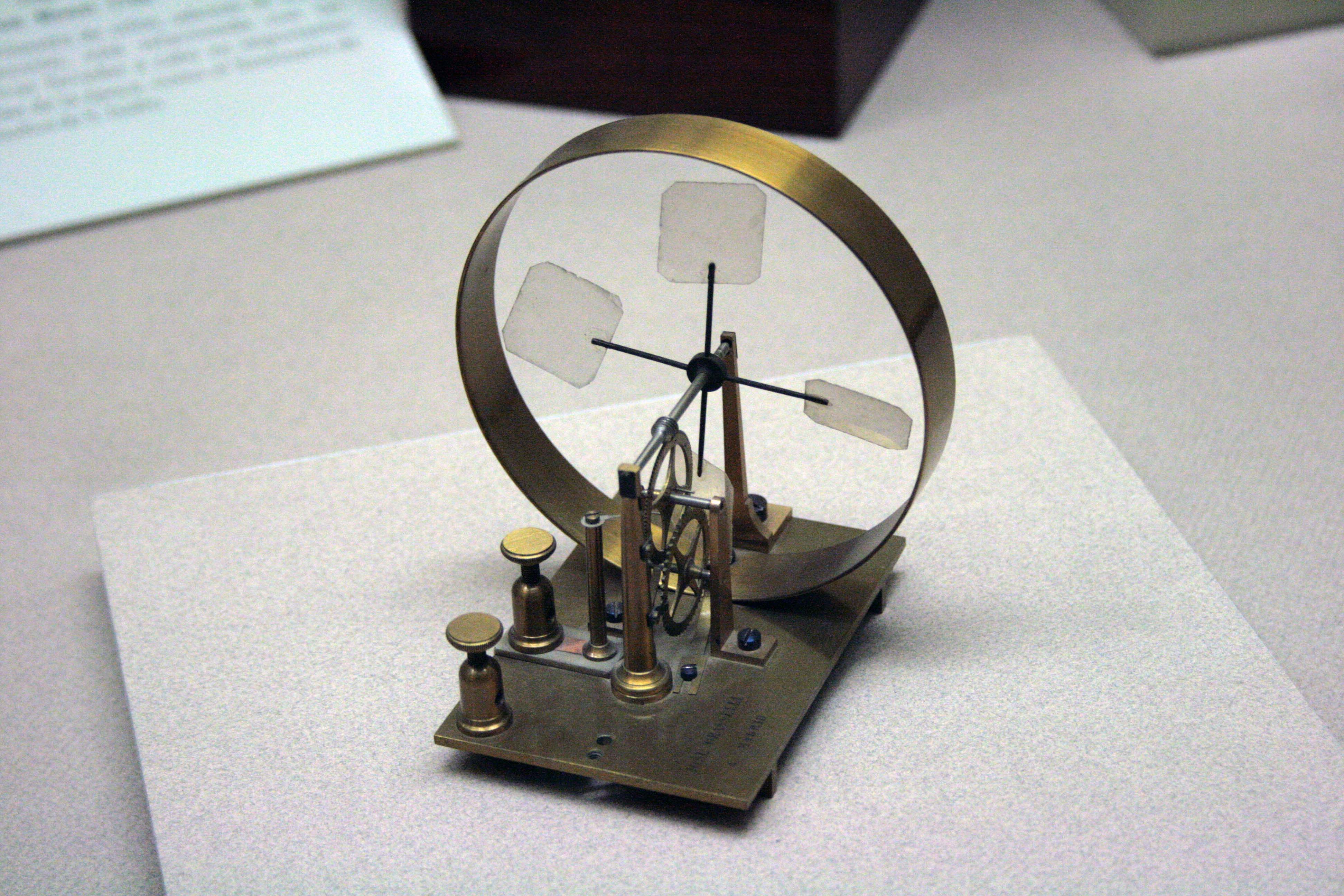
Anemometro del 1870

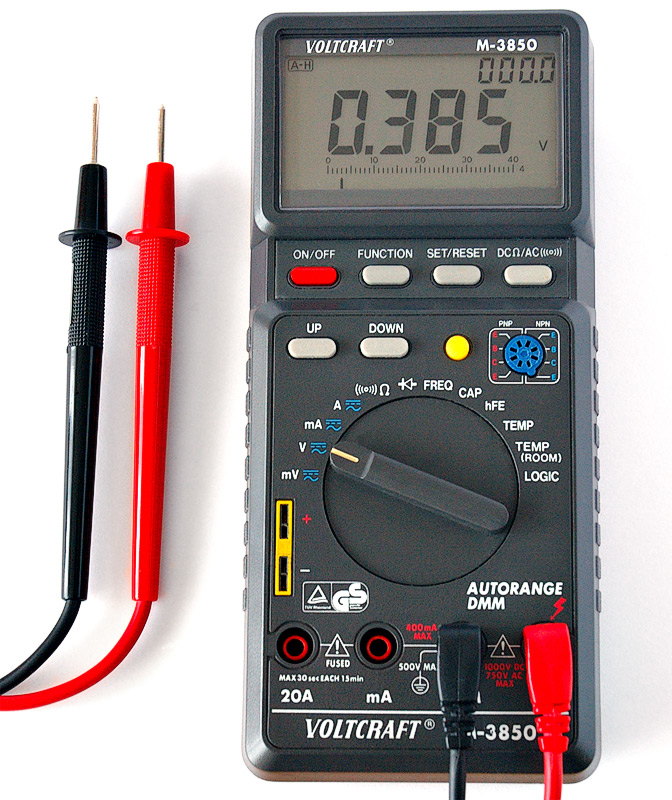
Multimetro digitale

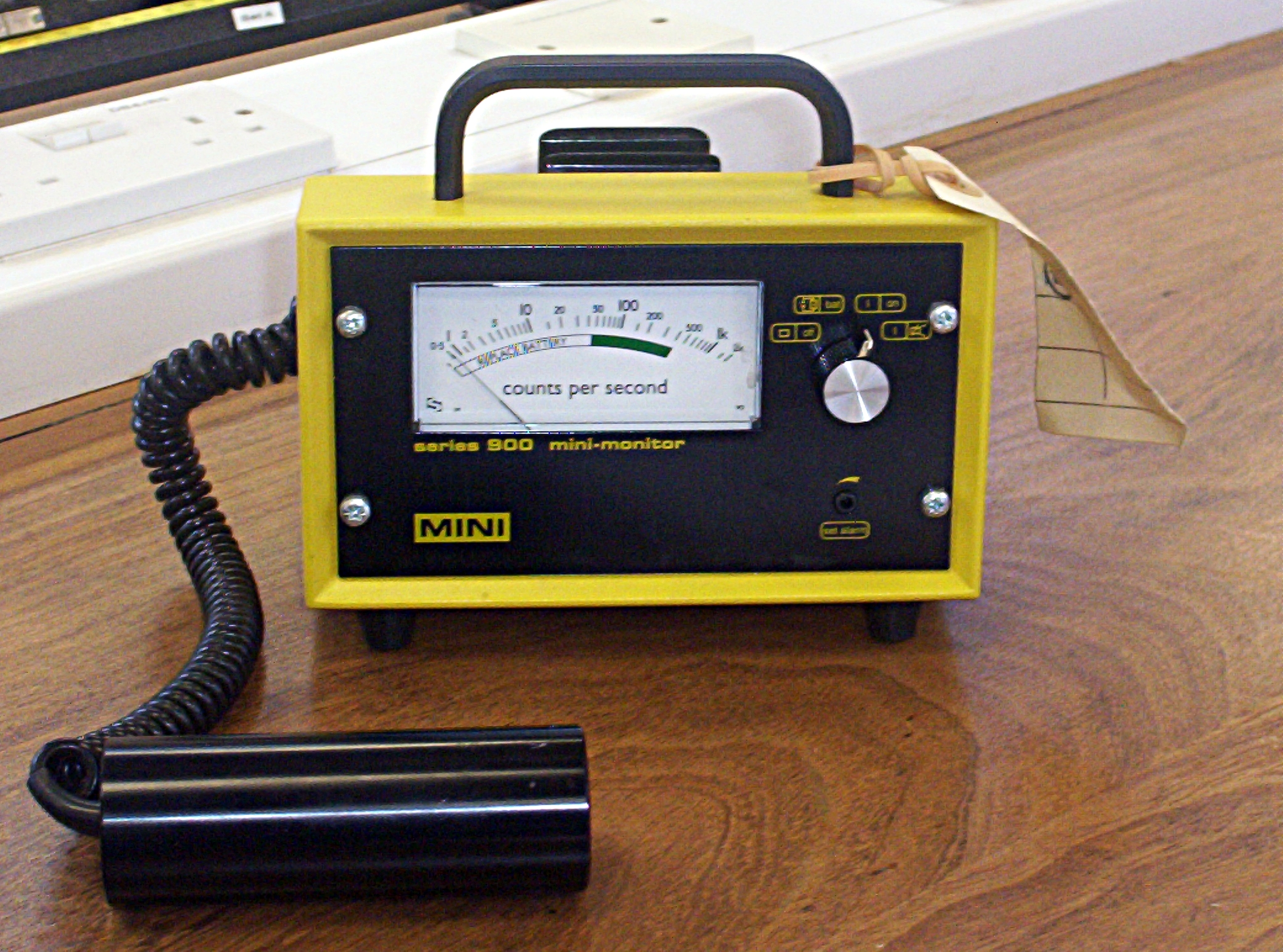
Contatore Geiger

- misuratori di distanza ad ultrasuoni
- macchina di misura a coordinate (CMM)

Area
- planimetro

Angolo
- alidada
- barra sinusoidale
- goniometro
- sestante
- teodolite
- protrattore
- trasduttore di posizione angolare

Pendenza (o inclinazione)
- livella
- clinometro
- archipendolo

Deformazione
- estensimetro

Temperatura
- termometro
- termocoppia
- termistore
- pirometro
- spettroscopio elettromagnetico

Pressione
- barometro
- manometro
- catodofono

storia delle misurazioni di tecnologia e pressione
Grandezze acustiche (pressione sonora)
- fonometro

Flusso (o portata)
- flussimetro
- orificio tarato

Composizione
- catarometro
- mostimetro

Umidità
- igrometro
- psicrometro

pH
- pH-metro o piaccametro

Livello di liquido
- misura di livello industriale
- idrometro
- mareografo

Luce
- luxmetro
- radiometro di Nichols
- radiometro
- opacimetro
- colorimetro (misura della densità ottica)
- fotometro
- microfotometro

Velocità
- indicatore di velocità relativa
- tachimetro (usato nei veicoli stradali)
- tubo di Pitot (usato per determinare la velocità di un fluido)
- anemometro (usato per determinare la velocità del vento)

Accelerazione
- accelerometro

Velocità angolare
- trasduttore di posizione angolare (o encoder)
- stroboscopio

Grandezze elettriche

- elettrometro (misura dell'intensità della corrente elettrica)
- voltmetro (misura della tensione)
- amperometro (misura della corrente elettrica)
- frequenzimetro (misura della frequenza)
- galvanometro (misura della corrente elettrica)
- ohmetro (misura della resistenza)
- ponte di Wheatstone (misura della resistenza)
- ponte di Kelvin (misura di resistenze di basso valore)
- multimetro (misura di molte grandezze elettriche)
- oscilloscopio (misura e visualizzazione della tensione in funzione del tempo)
- wattmetro (misura della potenza elettrica)
- analizzatore di rete (registra fenomeni anomali presenti su una rete informatica)
- provacorto (permette l'individuazione di un cortocircuito su un circuito stampato)
- bobina di Rogowski
- cercafase
- coesore

Durezza
- durometro
- ago di Vicat

Viscosità
- viscosimetro
  - viscosimetro di Engler

Momento torcente
- bilancia di torsione

Radiazione elettromagnetica
- spettroscopio (misura delle emissioni elettromagnetiche)
- bolometro

Varie
- concentrore
- contatore Geiger (misura delle radiazioni ionizzanti)
- sincroscopio
- spettrometro
- spessimetro